# Rabe (powiat bieszczadzki)

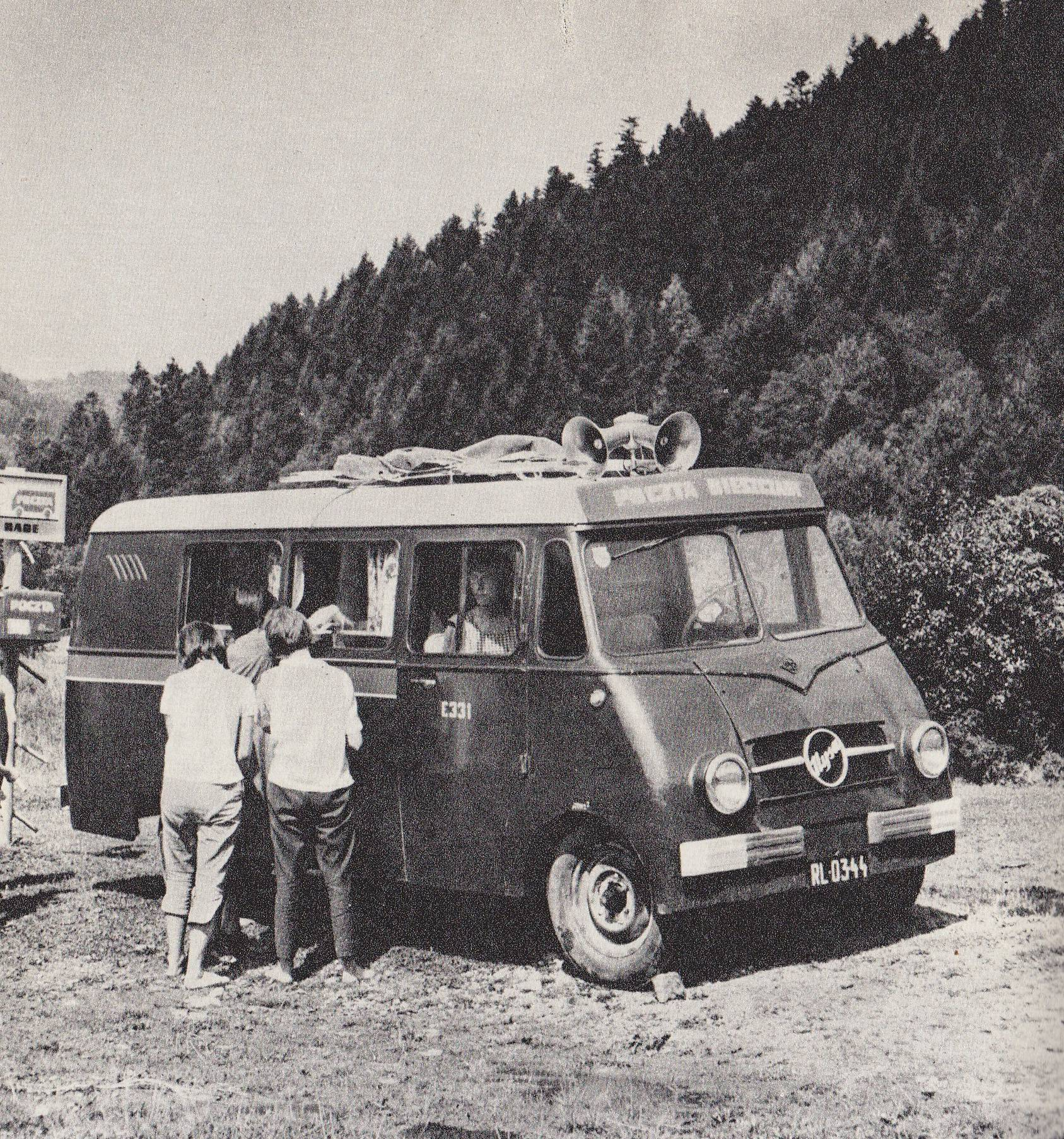
Ambulans pocztowy w Rabem – lata 60. XX wieku

Rabe (Rabe ad Ustrzyki Dolne; w latach 1977–1981 Podgórze) – wieś w Polsce położona w województwie podkarpackim, w powiecie bieszczadzkim, w gminie Czarna. Leży przy drodze wojewódzkiej nr 896.

## Historia
Na pobliskiej przełęczy został śmiertelnie ranny jeden z dowódców Konfederacji Barskiej Franciszek Pułaski, rotmistrz przemyski, kuzyn Kazimierza Pułaskiego.
W połowie XIX wieku właścicielem posiadłości tabularnej Rabbe byli Katarzyna i Tomasz Tomatis.
W II Rzeczypospolitej wieś w powiecie leskim województwa lwowskiego. W 1946 nacjonaliści ukraińscy z OUN-UPA spalili żywcem tutaj 20 Ukraińców za współpracę z Polakami.
W latach 1939–1941 oraz 1944–1951 miejscowość należała do ZSRR, miejscowa ludność została całkowicie wysiedlona. Od roku 1952 od nowa zasiedlona głównie przez przesiedleńców z okolic Sokala.
W latach 1975–1998 miejscowość należała administracyjnie do województwa krośnieńskiego.

## Turystyka
Rabe jest jednym z najstarszych ośrodków górnictwa naftowego na świecie, kopalnie ropy naftowej istniały tu przed rokiem 1884.
Wieś leży na szlaku architektury drewnianej województwa podkarpackiego.
We wsi znajduje się cerkiew greckokatolicka pw. Świętego Mikołaja, zbudowana w 1858 (według innych źródeł ok. 1852). Obok cerkwi wzniesiono murowaną dzwonnicę. Po 1951 roku opuszczona, służyła jako magazyn, od 1971 kościół rzymskokatolicki, Wewnątrz zachował się ikonostas współczesny cerkwi. Cerkiew w Rabem jest orientowana, trójdzielna, o konstrukcji zrębowej i ścianach pokrytych gontem, jest jednym z nielicznych reprezentantów nurtu klasycyzującego drewnianej architektury cerkiewnej.
W miejscowości znajduje się rzymskokatolicki kościół filialny pw. św. Rodziny należący do parafii Podwyższenia Krzyża Świętego w Czarnej Górnej.